# Baltimora
Baltimora – włoska grupa Italo disco. Działała w połowie lat 80. XX wieku. Najbardziej znana z hitu „Tarzan Boy” z 1985. Frontmanem zespołu był Jimmy McShane (ur. 23 maja 1957, zm. 29 marca 1995) – północnoirlandzki tancerz. Według niektórych źródeł mimo pozycji frontmana i pierwotnych planów założyciela grupy, nie był jej wokalistą prowadzącym, lecz śpiewał jedynie chórki – główne partie wokalne wykonywał Maurizio Bassi. Teksty piosenek pisane były przez Naimy Hackett oraz Maurizio Bassiego, McShane napisał słowa do utworu „Survivor In Love”.

## Życie McShane’a
Jimmy McShane urodził się 23 maja 1957 w Irlandii Północnej, w Londonderry, gdzie wychowywał się i dorastał. Przez krótki okres pracował w Czerwonym Krzyżu, jednak postanowił rozpocząć karierę tancerza i piosenkarza. W 1985 razem z Maurizio Bassim utworzył zespół italo disco, którego został frontmanem. Bassi, włoski muzyk i producent muzyczny, zauważył McShane’a z powodu jego charakterystycznego wyglądu i stylu tanecznego i zaproponował mu udział w nowym projekcie jako tancerz i wokalista. McShane był osobą otwarcie homoseksualną, w społeczności gejowskiej znany był pod pseudonimem „Ruby”. Przez wiele lat walczył z postępującą chorobą, zażywając leki, mające na celu przedłużenie życia. Zmarł 29 marca 1995 na AIDS.

## Kariera
Singel „Tarzan Boy” miał premierę latem 1985 i okazał się ogromnym sukcesem, debiutując w pierwszych piątkach europejskich list przebojów. Piosenka cieszyła się także znacznym powodzeniem w USA, gdzie przez 13 tygodni nie opuszczała zestawienia Billboard Hot 100.
Pierwszy album zespołu, Living In The Background, ukazał się w 1985 i chociaż płyta zawierała tylko sześć utworów, wytwórnia zdecydowała się na wydanie jeszcze trzech singli („Living in the Background”, „Woody Boogie” i „Chinese Restaurant”), żaden z nich nie powtórzył jednak sukcesu piosenki „Tarzan Boy”. W 1987 pojawił się drugi longplay zespołu, zatytułowany Survivor in Love, ale tylko jeden singel z tej płyty („Key Key Karimba”) zdołał uplasować się w pierwszej dwudziestce zestawień europejskich list przebojów. Po miernym sukcesie płyty i braku chęci wydania kolejnej ze strony wytwórni Bassi zdecydował o rozwiązaniu zespołu.
Piosenka „Tarzan Boy” powróciła do zestawienia Billboardu w 1993 jako remix i dotarła do 51. miejsca.

## Albumy
- Living in the Background (1985)

1. Tarzan Boy
2. Pull The Wires
3. Living In The Background
4. Woody Boogie
5. Chinese Restaurant
6. Running For Your Love

- Survivor in Love (1987), tylko we Włoszech

1. Key Key Karimba
2. Global Love
3. Jimmy’s Guitar
4. Come On Strike
5. Set Me Free
6. Survivor In Love
7. Call Me In The Heart Of The Night
8. Eye To Eye

- Living in the Background (reedycja na CD 2003)

1. Tarzan Boy
2. Pull The Wires
3. Living In The Background
4. Woody Boogie
5. Chinese Restaurant
6. Running For Your Love
7. Tarzan Boy (Summer Version)
8. Jukebox Boy
9. Up With Baltimora
10. Tarzan Boy (1993 Remix)
11. Jungle Life (Dub)
12. Tarzan Boy (Extended Remix)

### Single
- Tarzan Boy (1985)
- Living in the Background (1985)
- Woody Boogie (1985)
- Chinese Restaurant (1985)
- Juke Box Boy (1985)
- Key Key Karimba (1987)
- Survivor in Love (1987)
- Global Love (feat. Linda Wesley) (1987) – 12" singel
- Call Me in the Heart of the Night (1987) – 12" singel

### Teledyski
- Tarzan Boy
- Woody Boogie
- Key Key Karimba
- Juke Box Boy